# Polinomio de valores enteros
En matemáticas, un polinomio de valores enteros (también conocido como polinomio numérico) {\displaystyle P(t)} es un tipo de polinomio cuyo valor {\displaystyle P(n)} es un número entero para cada cualquier entero n. Todo polinomio con coeficientes enteros tiene valores enteros, pero lo contrario no es necesariamente cierto. Por ejemplo, el polinomio
{\displaystyle {\frac {1}{2}}t^{2}+{\frac {1}{2}}t={\frac {1}{2}}t(t+1)}
toma valores enteros siempre que t sea un número entero, debido a que {\displaystyle t} y {\displaystyle t+1} son una pareja formada por un número par y otro impar. Los valores que toma este polinomio son números triangulares.
Los polinomios de valores enteros son objetos de estudio por derecho propio en álgebra y aparecen con frecuencia en topología algebraica.

## Clasificación
La clase de polinomios de valores enteros fue descrita completamente por George Pólya (1915). Dentro del anillo de polinomios {\displaystyle \mathbb {Q} [t]} formado por los polinomios con coeficientes racionales, el subanillo de los polinomios de valores enteros es un grupo abeliano libre. Tiene como bases los polinomios
{\displaystyle P_{k}(t)=t(t-1)\cdots (t-k+1)/k!}
para {\displaystyle k=0,1,2,\dots }, es decir, los coeficientes binomiales. En otras palabras, cada polinomio de valores enteros se puede escribir como un polinomio con coeficientes enteros definidos como una combinación lineal de coeficientes binomiales exactamente de una manera. La demostración se basa en el método de las series discretas de Taylor: los coeficientes binomiales son polinomios de valores enteros y, a la inversa, la diferencia finita de una serie entera es una serie entera, por lo que la serie de Taylor discreta de una serie entera generada por un polinomio tiene coeficientes enteros, y es una serie finita.

## Divisores primos fijos
Los polinomios de valores enteros se pueden usar de manera efectiva para resolver preguntas sobre divisores fijos de polinomios. Por ejemplo, los polinomios P con coeficientes enteros que siempre toman valores de números pares son solo aquellos en los que {\displaystyle P/2} tiene un valor entero. Estos, a su vez, son los polinomios que pueden expresarse como una combinación lineal con coeficientes enteros pares de los coeficientes binomiales.
En cuestiones de teoría de números primos, como la hipótesis H de Schinzel y la conjetura de Bateman-Horn, es una cuestión de importancia básica entender el caso en el que P no tiene divisor primo fijo (particularidad conocida como propiedad de Buniakovski, en referencia al matemático ruso Víktor Buniakovski). Al escribir P en términos de los coeficientes binomiales, se comprueba que el divisor primo fijo más alto es también el máximo común divisor primo más alto de los coeficientes en tal representación. Entonces, la propiedad de Buniakovski es equivalente a la condición de disponer de coeficientes coprimos.
Como ejemplo, el par de polinomios {\displaystyle n} y {\displaystyle n^{2}+2} viola esta condición en {\displaystyle p=3}: para cada n, el producto
{\displaystyle n(n^{2}+2)}
es divisible por 3, lo que se sigue de la representación
{\displaystyle n(n^{2}+2)=6{\binom {n}{3}}+6{\binom {n}{2}}+3{\binom {n}{1}}}
con respecto a la base binomial, donde el factor común más alto de los coeficientes, y por lo tanto, el divisor fijo más alto de {\displaystyle n(n^{2}+2)}, es 3.

## Otros anillos
Los polinomios numéricos se pueden definir sobre otros anillos y campos, en cuyo caso los polinomios de valores enteros anteriores se denominan polinomios numéricos clásicos. [cita requerida]

## Aplicaciones
- La teoría K de BU(n) opera sobre polinomios numéricos (simétricos).

- El polinomio de Hilbert de un anillo polinomial en k + 1 variables es el polinomio numérico {\displaystyle {\binom {t+k}{k}}}.

## Lecturas relacionadas
- Narkiewicz, Władysław (1995). Polynomial mappings. Lecture Notes in Mathematics 1600. Berlin: Springer Science+Business Media. ISBN 3-540-59435-3. ISSN 0075-8434. Zbl 0829.11002.

- Datos: Q568988